# Streitkräfte der Bahamas

Flagge der Kriegsschiffe der Bahamas

Die Streitkräfte der Bahamas werden als Royal Bahamas Defence Force (RBDF) bezeichnet. Sie besteht ausschließlich aus einem Marineverband und verfügt über keine Land- oder Luftstreitkräfte, die vorhandenen Einheiten sind der Marine zugeordnet. Neben der RBDF existiert auch eine Polizeieinheit, die Royal Bahamas Police Force, die bei Bedarf in die Streitkräfte integriert werden können. Das Hauptquartier befindet sich auf New Providence in der Coral Harbour Base.

## Geschichte
Die Royal Bahamas Defence Force wurde seit 1976 schrittweise aufgebaut und 1979 offiziell durch den Defence Act, Chapter 211 des Parlaments gegründet und ging somit aus dem maritimen Arm der Royal Police Force hervor. Bereits 1980 kam es zur ersten militärischen Auseinandersetzung der jungen Streitkräfte. Die HBMS Flamingo wurde von MiG 21-Kampfflugzeugen der Fuerzas Armadas Revolucionarias Kubas versenkt, als es versuchte, zwei kubanische Fischerboote festzusetzen, die unerlaubt in den Hoheitsgewässern der Bahamas fischten. Kuba zahlte schließlich eine Kompensation von 10 Mio. US-$.

## Organisation
Mit rund 1.500 Soldaten stellt die RBDF die größte Marine der karibischen Commonwealth-Staaten dar. Die Uniformen und die Ausstattung orientierten sich zunächst am ehemaligen britischen Kolonialherren, jedoch hat sich dies mittlerweile auf amerikanische Standards umgestellt.
Obwohl keine Landstreitkräfte vorhanden sind, verfügt die RBDF über zwei Spezialkräfte, die Special Operations Unit für maritime Operationen und eine Commando Squadron, eine amphibische Infanterieeinheit.
Die Marine verfügt zudem über mehrere Luftfahrzeuge, die in den Air Wing der Streitkräfte integriert sind.

## Ausstattung

### Schiffe
| Bild | Klasse         | Stückzahl | Einheiten                                                                               | Indienststellung                                              |
|      | Bahamas-Klasse | 2         | HMBS Bahamas HMBS Nassau                                                                | 1999 2000                                                     |
|      | Legend-Klasse  | 4         | HMBS Arthur Dion Hanna HMBS Durward Knowles HMBS Leon Livingstone Smith HMBS Rolly Gray | 20. Juni 2014 31. Juli 2014 12. September 2014 30. April 2015 |
|      | Damen 3007     | 4         | HMBS Lignum Vitae HMBS Cascarilla HMBS Kamalame HMBS Madeira                            | 18. März 2016 ? 28. November 2018                             |
|      | Damen 5612     | 1         | HMBS Lawrence Major                                                                     | 18. März 2016                                                 |

Des Weiteren verfügt die RBDF über elf weitere kleinere Patrouillenboote, welche größtenteils aus den USA stammen.

### Air Wing
| Bild | Klasse             | Stückzahl |
|      | Super King Air 350 | 1         |
|      | Cessna 208B        | 1         |
|      | Partenavia P.68    | 1         |

### Artillerie
| Bild | Klasse                                    | Stückzahl |
|      | 105-mm-Howitzer M2, M2A1, M101 und M101A1 | 15        |